# Bartosz Konopko
Bartosz Konopko (ur. 6 czerwca 1988 w Białymstoku) – polski łyżwiarz szybki specjalizujący się w short tracku, uczestnik igrzysk olimpijskich w 2018.
Łyżwiarstwo rozpoczął uprawiać w wieku 13 lat. Studiował w Wyższej Szkole Wychowania Fizycznego i Turystyki w Białymstoku. Nie wystąpił na igrzyskach w 2010 i w 2014 z powodu kontuzji (w 2009 doznał złamania ręki, w 2013 miał operację więzadła rzepki). Jest żonaty.

## Wyniki
- Igrzyska Olimpijskie

| Igrzyska        | Konkurencja | Kwalifikacje | Kwalifikacje | Ćwierćfinał | Ćwierćfinał | Półfinał | Półfinał | Finał | Finał   | Miejsce |
| Igrzyska        | Konkurencja | Czas         | Pozycja      | Czas        | Pozycja     | Czas     | Pozycja  | Czas  | Pozycja | Miejsce |
| --------------- | ----------- | ------------ | ------------ | ----------- | ----------- | -------- | -------- | ----- | ------- | ------- |
| Pjongczang 2018 | 500 metrów  | 41,039       | 2. Q         | 1:10,996    | 5.          | NQ       | NQ       | NQ    | NQ      | 17.     |

- Mistrzostwa Świata
  - Gangneung 2008
    - 500 m - 25. miejsce
    - 1000 m - 32. miejsce
    - 1500 m - dyskwalifikacja
    - wielobój - 38. miejsce

  - Sofia 2010
    - 500 m - 33. miejsce
    - 1000 m - 41. miejsce
    - 1500 m - 46. miejsce
    - wielobój - 43. miejsce

  - Sheffield 2011
    - 500 m - 14. miejsce
    - 1000 m - 28. miejsce
    - 1500 m - 18. miejsce
    - wielobój - 21. miejsce

  - Debreczyn 2013
    - 500 m - 26. miejsce
    - 1000 m - dyskwalifikacja
    - 1500 m - 29. miejsce
    - wielobój - 35. miejsce
- Mistrzostwa Europ
  - Ventspils 2008
    - 1500 m - 9. miejsce
    - 500 m - 4. miejsce
    - 1000m - dyskwalifikacja
    - sztafeta - 8. miejsce
    - wielobój - 10. miejsce

  - Turyn 2009
    - Sztafeta - 5. miejsce

  - Heerenveen 2011
    - 1500 m - 5. miejsce
    - 500 m - 8. miejsce
    - wielobój - 6. miejsce

  - Malmö 2013
    - 1500 m - 12. miejsce
    - 500 m - 5. miejsce
    - 1000 m - 13. miejsce
    - 3000 m super finał - 6. miejsce
    - wielobój - 8. miejsce

  - Dordrecht 2015
    - sztafeta - 9. miejsce
    - wielobój - 11. miejsce

  - Soczi 2016
    - 500 m - 4. miejsce
    - 3000 m super finał - 3. Miejsce
    - sztafeta - 8. miejsce
    - wielobój - 7. miejsce

  - Turyn 2017
    - 500 m - 10. miejsce
    - 1000 m - 26. miejsce
    - 1500 m - 11. miejsce
    - sztafeta - 10. miejsce
    - wielobój - 12. miejsce

  - Drezno 2018
    - 500 m - 13. miejsce
    - 1000 m - 14. miejsce
    - 1500 m - 18. miejsce
    - sztafeta - dyskwalifikacja
    - wielobój - 14. miejsce
- Mistrzostwa Polski
  - Gdańsk 2008
    - 500 m - 1. miejsce
    - 1000 m - 1. miejsce
    - 1500 m - 1. miejsce
    - Sztafeta - 1. miejsce
    - wielobój - 1. miejsce

  - Cieszyn 2010
    - 500 m - 1. miejsce
    - 1000 m -1. miejsce
    - 1500 m -1. miejsce
    - sztafeta - 1. miejsce
    - wielobój - 1. miejsce

  - Białystok 2011
    - 500 m - 1. miejsce
    - 1500 m - 1. miejsce
    - wielobój - 1. miejsce

  - Elbląg 2012[5]
    - 500 m - 1. miejsce
    - 1000 m - 1. miejsce
    - 1500 m - 1. miejsce
    - 3000 m - 6. miejsce
    - sztafeta - 1. miejsce
    - wielobój - 1. miejsce

  - Elbląg 2013
    - 500 m - 1. miejsce
    - 1000 m - 1. miejsce
    - 1500 m - 1. miejsce
    - sztafeta  - 1. miejsce
    - wielobój - 1. miejsce

  - Gdańsk 2016
    - 500 m - 1. miejsce
    - 1000 m - 1. miejsce
    - 1500 m - 1. miejsce
    - sztafeta - 3. miejsce
    - wielobój - 1. miejsce

  - Opole 2017[6]
    - 500 m - 5. miejsce
    - 1000 m - 1. miejsce
    - 1500 m - 1. miejsce
    - 3000 m - 5. miejsce
    - wielobój - 2. miejsce

  - Tomaszów Mazowiecki 2018[7]
    - 500 m - 1. miejsce
    - 1000 m - dyskwalifikacja
    - 1500 m - 4. miejsce
    - 3000 m - 1. miejsce
    - wielobój - 2. miejsce